# Paranemastoma titaniacum
Espèce
Synonymes
- Nemastoma titaniacum Roewer, 1914
- Nemastoma acrospinosum Roewer, 1951
- Nemastoma bimaculosum Roewer, 1951
- Nemastoma acrospinosum pretneri Hadži, 1973
- Nemastoma bipunctatum Hadži, 1973
- Nemastoma grabovicae Hadži, 1973

Paranemastoma titaniacum est une espèce d'opilions dyspnois de la famille des Nemastomatidae.

## Distribution
Cette espèce se rencontre en Bosnie-Herzégovine, en Croatie, au Monténégro et en Albanie.

## Description
Le mâle syntype mesure 5 mm et la femelle syntype 6,5 mm.

## Systématique et taxinomie
Cette espèce a été décrite sous le protonyme Nemastoma titaniacum par Roewer en 1914. Elle est placée dans le genre Paranemastoma par Karaman en 1995.
Nemastoma acrospinosum, Nemastoma acrospinosum pretneri, Nemastoma bipunctatum et Nemastoma grabovicae ont été placées en synonymie par Karaman en 1995.
Nemastoma bimaculosum a été placée en synonymie par Schönhofer en 2013.

## Publication originale
- Roewer, 1914 : « Die Familien der Ischyropsalidae und Nemastomatidae der Opiliones=Palpatores. » Archiv für Naturgeschichte, sér. A, vol. 80, no 3, p. 99–169 (texte intégral).